# Zygmunt Radliński

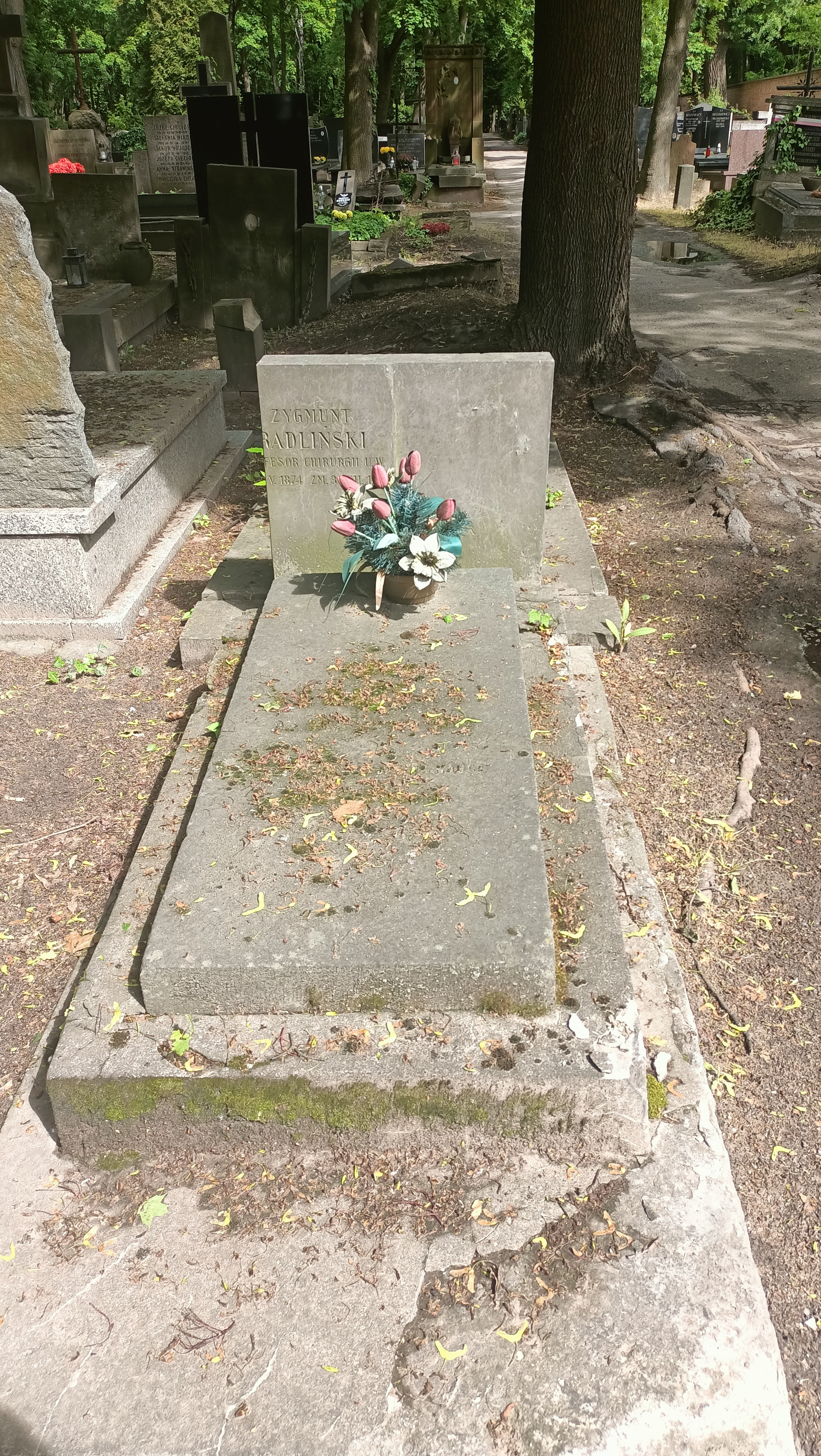
Grób Zygmunta Radlińskiego na cmentarzu powązkowskim w Warszawie

Zygmunt Radliński (ur. 20 kwietnia 1874 w Warszawie, zm. 31 grudnia 1941) – polski lekarz chirurg, profesor Uniwersytetu Warszawskiego, działacz Polskiej Partii Socjalistycznej. 

## Życiorys
Studia skończył w Rosji. W latach 1902–1905 pracował jako asystent w Szpitalu Dzieciątka Jezus w Warszawie, pod kierownictwem Władysława Krajewskiego. W 1905 został zesłany na Syberię za udzielanie pomocy lekarskiej rannym po zamachach i demonstracjach ulicznych. Tam rozwinął się jako chirurg. W 1907 uciekł z zesłania, przedostał się do Galicji i osiadł w Krakowie. Był początkowo asystentem, a następnie docentem w klinice Bronisława Kadlera, gdzie w 1911 uzyskał habilitację. W czasie I wojny światowej był lekarzem w szpitalach wojskowych. W końcu wojny został naczelnym chirurgiem Szpitala Ujazdowskiego. 
Po odzyskaniu niepodległości Polski mieszkał w Warszawie. W 1920 roku został profesorem chirurgii na Wydziale Lekarskim Uniwersytetu Warszawskiego; był kierownikiem Katedry Chirurgii i Kliniki Chirurgicznej w Szpitalu Dzieciątka Jezus (w 1936 zastąpił odchodzącego na emeryturę Antoniego Leśniowskiego). Zespół prof. Radlińskiego jest zaliczany do najbardziej wybitnych placówek naukowo-dydaktycznych i klinicznych w skali kraju w tym okresie. Jego asystentami byli późniejsi znani chirurdzy, m.in. profesorowie: Kazimierz Dębicki, Jan Kossakowski, Józef Marian Piasecki, Tadeusz Sokołowski, Marian Stefanowski, Witold Trawiński, Andrzej Trojanowski, Jan Zaorski.
Zygmunt Radliński jest autorem ponad 30 opublikowanych prac naukowych; za najbardziej istotne uważane są prace dotyczące chirurgii przełyku, żołądka, jelit (m.in. nowego sposobu operacji nowotworu odbytnicy), trzustki, dróg żółciowych i wątroby. Część prac dotyczyła również neurochirurgii, urologii, ortopedii, chirurgii naczyń, torakochirurgii. 
Jego żoną była Helena Radlińska z domu Rajchman (ślub w 1902), twórczyni pedagogiki społecznej w Polsce.